# Вељко Којовић
Вељко Којовић (Требиње, Краљевина Југославија, 1936 — 2007) је био српски новинар и публициста.

## Биографија
Рођен је у Требињу 1936. године. До распада Југославије је радио као директор и као председник Послодавног одбора издавачке куће „Свјетлост“ у Сарајеву. За вријеме рата у Сарајеву је био председник српског добротворног друштва „Добротвор“. У периоду између 1992. и 1995. је више пута хапшен од стране муслиманских власти. Једно вријеме рата у Сарајеву је провео у Централном затвору, а своја искуства о положају Срба у дијелу Сарајева под контролом муслимана између 1992. и 1995. године, је записивао у дневник. На основу својих искустава и дневника је написао дјело „Крвава кошуља Сарајевска“, које је публиковао у Републици Српској 1998. године. Радио је као новинар Гласа Српске и Радио телевизије Републике Српске, те као рецензент у Заводу за уџбенике и наставна средства Републике Српске. Био је добитник више награда за документарне филмове у бившој Југославији.

## Дјела
Његово дјело Крвава кошуља Сарајевска је доживјело више издања у кратком периоду. Дјело је аутобиографског карактера и засновано је на истинитим личним искуствима аутора. Дјело „Играње ватром“ је збирка колумни које је Вељко Којовић писао у Гласу Српске у периоду од маја 2006. до јула 2007. године. Играње ватром је постумно објавњено у Бањалуци 2010. године.